# Эпп, Франц Ксавер фон
Франц Кса́вер фон Эпп (нем. Franz Xaver Ritter von Epp; 16 октября 1868, Мюнхен — 31 января 1947, там же) — германский военачальник, генерал пехоты (21 июля 1935), рейхсляйтер НСДАП (3 августа 1933), обергруппенфюрер Национал-социалистического автокорпуса (1 июля 1932), обергруппенфюрер СА (1 января 1933).

## Семья
Франц Ксавер фон Эпп был старшим из троих детей художника-католика Рудольфа Эппа и его жены Катарины (умерла в 1912). У него были две младшие сестры — Хелена и Августа. Учился в народной школе, а затем в гимназии в Мюнхене, где получил аттестат зрелости.

## Военная служба

### Чины
- С 9 марта 1888 — фенрих (прапорщик).
- С 30 октября 1889 — второй лейтенант (Sekondeleutnant).
- С 13 октября 1896 — первый лейтенант (Premierleutnant).
- С 11 июля 1907 — гауптман (капитан).
- С 30 октября 1909 — майор.
- С 30 ноября 1914 — оберст-лейтенант (подполковник).
- С 14 декабря 1917 — оберст (полковник).
- С 2 октября 1921 — генерал-майор.
- С 31 октября 1923 — генерал-лейтенант.
- С 21 июля 1935 — генерал пехоты.

### Баварский офицер

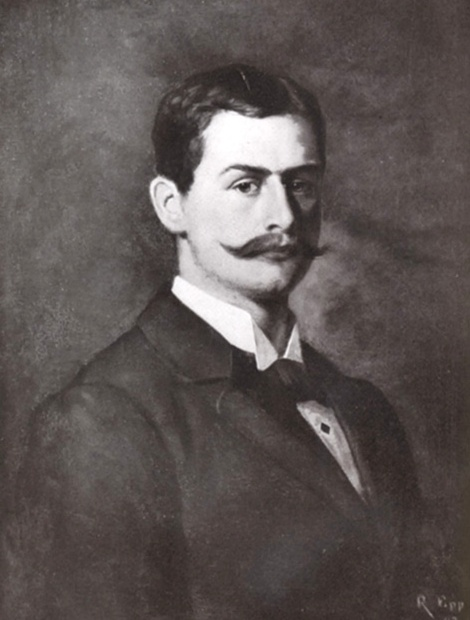
Франц фон Эпп в 1893 году

С 16 августа 1887 служил в 9-м баварском пехотном полку (поступил на службу добровольно). С 1896 служил в 19-м баварском пехотном полку. В 1896—1899 учился в Баварской военной академии, завершил обучение без причисления к Генеральному штабу. В 1900—1901 добровольно служил в Восточноазиатском пехотном полку во время военной экспедиции в Китай. Прибыл в страну, когда восстание ихэтуаней уже было практически подавлено, но принял участие в бою при Njang-tse-Kuan. Служил в Китае до 17 августа 1901 года, затем вернулся на службу в 19-й пехотный баварский полк. С 11 декабря 1901 был адъютантом 5-й баварской пехотной бригады.
С 2 февраля 1904 служил в имперской охранной группе в немецкой Юго-Западной Африке, с 11 июля 1904 был командиром роты в 1-м пехотном полку, входившем в её состав. Участвовал в подавлении восстания гереро. В 1906 вернулся в Баварию, где был командиром роты в баварском королевском пехотном лейб-полку (с 14 декабря 1906). С 16 октября 1908 — адъютант в штабе 3-й баварской дивизии, расквартированной в Ландау. С 22 июня 1912 — командир второго батальона в баварском королевском пехотном лейб-полку, с которым вступил в Первую мировую войну.

### Участие в Первой мировой войне
С 19 августа 1914 командовал лейб-полком. Служил на Западном фронте, отличился в бою при Саарбурге, был награждён Железным крестом. 26 декабря 1914 года утверждён в должности командира полка. С середины 1915 во главе полка служил в Южном Тироле, затем в Сербии и в районе греческой границы. В 1916 году полк был переброшен во Францию, где участвовал в битве под Верденом, за отличие фон Эпп был награждён баварским королевским военным орденом Максимилиана Иосифа с присвоением личного (не передававшегося по наследству) дворянского титула «риттер». Осенью 1916 принимал участие в битве при Германнштадте.
17 апреля 1917 года был назначен командующим 1-й баварской егерской бригадой. В 1917 был вновь назначен на службу в Румынию, затем короткое время служил на Западном фронте, а уже осенью — в венецианских Альпах. В 1918 участвовал в немецком весеннем наступлении на Западе, отличился в битве при Кеммеле, за штурм Кеммельберга был награждён 29 мая 1918 высшим орденом — Pour le Mérite («За заслуги»). С 15 октября по 18 ноября 1918 вновь был командиром своего полка, а должность командующего бригадой занимал до 8 февраля 1919.

### Командир баварского фрайкора
В начале 1919 риттер фон Эпп по распоряжению военного министра Густава Носке начал формирование баварского добровольческого корпуса (фрайкора) для пограничной охраны «Восток». Фрайкор был создан в тюрингском городе Ордруф, так как баварское социал-демократическое правительство Курта Эйснера запретило формировать корпус на подконтрольной ему территории. После провозглашения леворадикальными силами Баварской советской республики фрайкор фон Эппа вместе с другими военизированными «белыми» отрядами в апреле-мае 1919 участвовал в походе на Мюнхен, завершившемся кровопролитным взятием города и расстрелом арестованных лидеров крайне левых. Среди погибших при штурме города были и члены католического рабочего союза, которые не участвовали в создании Баварской советской республики.

### Служба в рейхсвере
Затем фрайкор фон Эппа был принят в состав рейхсвера (армии Веймарской республики), став основой 21-й баварской охранной бригады, командиром которой стал фон Эпп. Также ему были подчинены городская полиция Мюнхена, пожарные команды и техническая аварийная помощь (военизированные инженерные формирования, подчинённые техническому центру в составе военного министерства). Во время «капповского путча» в 1920 фон Эпп вместе с другими ультраправыми баварскими лидерам — руководителем пожарных команд Георгом Эшерихом и начальником мюнхенской полиции Эрнстом Пенером — настоял на отставке социал-демократического правительства Хоффманна и назначении правого гражданского правительства Густава фон Кара. В апреле 1920 баварский фрайкор фон Эппа участвовал в боевых действиях против Красной армии Рура.
1 октября 1920 полковник фон Эпп был назначен командующим пехотными войсками 7-го военного округа рейхсвера (Мюнхен). Начальником его штаба был гауптман Эрнст Рём, который познакомил фон Эппа с Адольфом Гитлером. Многие баварские нацисты (такие как Ганс Франк, Рудольф Гесс, братья Грегор и Отто Штрассеры) ранее служили во фрайкоре фон Эппа. В 1921 фон Эпп по предложению Рёма выделил 60 тысяч марок на приобретение центрального органа НСДАП Völkischer Beobachter. Связи с ультправыми политическими силами привели к тому, что правительство Веймарской республики приняло решение об увольнении фон Эппа из рейхсвера, но он сам подал в отставку. С 31 октября 1923 находился в отставке, сохранив право ношения военной формы и получив звание генерал-лейтенанта.
По отношению к пивному путчу Гитлера—Людендорфа фон Эпп не занял однозначной позиции, хотя и был посредником между своим бывшим подчинённым Рёмом, захватившим во главе отряда нацистов штаб сухопутных войск в Мюнхене, и рейхсвером.

## Национал-социалист
В 1927 фон Эпп вступил в Баварскую народную партию, но уже в следующем году покинул её, и 1 мая 1928 вступил в НСДАП. Был сторонником ревизии Версальского мирного договора и восстановления военной мощи Германии, а также антисемитом — всё это полностью соответствовало программе нацистов. Кроме того, фон Эпп, не имевший собственной семьи, нашёл в партии замену армии, которая ранее играла основную роль в его жизни. В свою очередь, для НСДАП вступление в партию известного военачальника должно было повысить её популярность в среде консервативной буржуазии и армии. С мая 1928 фон Эпп был депутатом рейхстага от НСДАП (от Верхней Баварии — Швабии), в котором выступал на тему перевооружения Германии. В 1932 был наблюдателем от НСДАП на Женевской конференции по разоружению, радикальным критиком которой он являлся.

### Имперский наместник Баварии
9 марта 1933 фон Эпп по приказу Гитлера распустил правительство Баварии и занял должность рейхскомиссара Баварии. Назначил комиссаром в министерстве внутренних дел Баварии нацистского гауляйтера Адольфа Вагнера и начальником мюнхенской полиции Генриха Гиммлера. С 10 апреля 1933 по 30 апреля 1945 фон Эпп являлся имперским наместником Баварии. С 3 августа 1933 по 5 мая 1934 был руководителем Военно-политического управления НСДАП. С 5 мая 1934 возглавлял вновь созданное Колониально-политическое управление НСДАП. С мая 1936 также был главой Имперского колониального союза.
Имя фон Эппа как героя Первой мировой войны и видного нацистского лидера было окружено в Третьем рейхе подчёркнутым уважением. Он был повышен в чине до генерала пехоты, ещё до прихода нацистов к власти был произведён в обергруппенфюреры СА и НСКК (Национал-социалистического автокорпуса). В 1934 страстный охотник фон Эпп стал баварским земельным егермейстером. 16 октября 1938 в честь 70-летия его имя было присвоено 61-му пехотному полку 7-й баварской пехотной дивизии. Кроме того, его именем была названа казарма в Гармише (в 1945 в рамках денацификации переименована в артиллерийскую казарму).
Однако реальное влияние фон Эппа было невелико — в отличие от других региональных лидеров нацистской Германии он не был гауляйтером и не контролировал партийный аппарат. Поэтому ему приходилось конкурировать с шестью баварскими гауляйтерами, а также с министром-президентом Баварии Людвигом Зибертом и министром внутренних дел Адольфом Вагнером. В 1933 он пытался ограничить произвольные превентивные аресты (всего в Баварии было арестованы около 4 тысяч человек), но потерпел неудачу из-за противодействия Вагнера, а также Гиммлера и Рёма. В 1935 фон Эпп как имперский наместник был подчинён контролю правительства в Берлине, в 1936 он не смог предотвратить расширению влияния Зиберта (ставшего также министром экономики) и Вагнера, получившего по совместительству должность министра образования и религии.
Во время Второй мировой войны деятельность возглавлявшихся фон Эппом Колониально-политического управления НСДАП и Имперского колониального союза была свёрнута, и в 1943 они были ликвидированы. К этому времени его антипатия к нацистам выросла, но при этом он не возражал против целей и методов НСДАП, а лишь критиковал отдельных партийных функционеров.
Адъютант фон Эппа майор Гюнтер Карачиолла-Дельбрюк в апреле 1945 попытался привлечь его к деятельности антинацистской Акции свободы Баварии, призвав его объявить на баварской территории чрезвычайное положение, возложить на себя всю полноту власти и капитулировать перед американскими войсками с тем, чтобы спасти от разрушения Мюнхен. Фон Эпп не препятствовал деятельности заговорщиков, но 27 апреля 1945 отказался от реализации этого плана, так как не хотел, чтобы его поведение было воспринято как «удар в спину» продолжавшей воевать армии. На следующий день гауляйтер Пауль Гислер с помощью частей СС жестоко подавил выступление антинацистов и приказал казнить 40 его участников, в том числе и майора Карачиоллу. Фон Эпп был арестован по приказу Гислера и переведён в Зальцбург, где в начале мая 1945 был вновь задержан, но уже американскими войсками.

## Последние годы жизни
В 1945—1946 был интернирован в Мюнхене, по состоянию здоровья помещён в городскую больницу, где скончался 31 января 1947 года.

## Награды
Первая мировая
- Орден «За военные заслуги» 3-го класса с короной и мечами (11 сентября 1914) (Королевство Бавария)
- Железный крест 2-го класса (22 декабря 1914) (Королевство Пруссия)
- Железный крест 1-го класса (12 марта 1915) (Королевство Пруссия)
- Орден «За военные заслуги» офицерский крест с мечами (5 февраля 1916) (Королевство Бавария)
- Военный орден Максимилиана Иосифа рыцарский крест (Королевство Бавария)
- Королевский орден Дома Гогенцоллернов рыцарский крест с мечами (5 мая 1917) (Королевство Пруссия)
- Орден Красного орла 4-го класса с мечами (Королевство Пруссия)
- Орден Прусской короны 4-го класса с мечами (Королевство Пруссия)
- Орден Заслуг герцога Петра-Фридриха-Людвига рыцарский крест 2-го класса (Великое герцогство Ольденбург)
- Крест «За военные заслуги» 2-го класса (Великое герцогство Мекленбург-Шверин)
- Крест за военные заслуги 3-го класса (19 июля 1917)
- Орден Железной короны 3-го класса (26 сентября 1917) (Австро-Венгрия)
- Орден «Pour le Merite» (29 мая 1918) (Королевство Пруссия)
- Орден Святого Иоанна Иерусалимского госпиталя рыцарский крест

Третий Рейх
- Почётный крест Первой мировой войны 1914/1918 с мечами (1934)
- Медаль «В память 13 марта 1938 года»
- Медаль «В память 1 октября 1938 года»
- Крест военных заслуг 1-й степени с мечами
- Крест военных заслуг 2-й степени с мечами
- Рыцарский крест Креста военных заслуг с мечами (1943)
- Золотой партийный знак НСДАП
- Медаль За выслугу лет в НСДАП в бронзе и серебре